# Autoroute A15 (Pays-Bas)
Pour les articles homonymes, voir A15.
L'autoroute néerlandaise A15 (en néerlandais Rijksweg 15) est une autoroute des Pays-Bas. Elle relie Rotterdam et Enschede.

## Villes importantes
- Brielle
- Hellevoetsluis
- Rozenburg
- Spijkenisse
- Ridderkerk
- Hendrik-Ido-Ambacht
- Alblasserdam
- Papendrecht
- Sliedrecht
- Hardinxveld-Giessendam
- Gorinchem
- Geldermalsen
- Elst
- Doetinchem
- Groenlo